# Haute couture

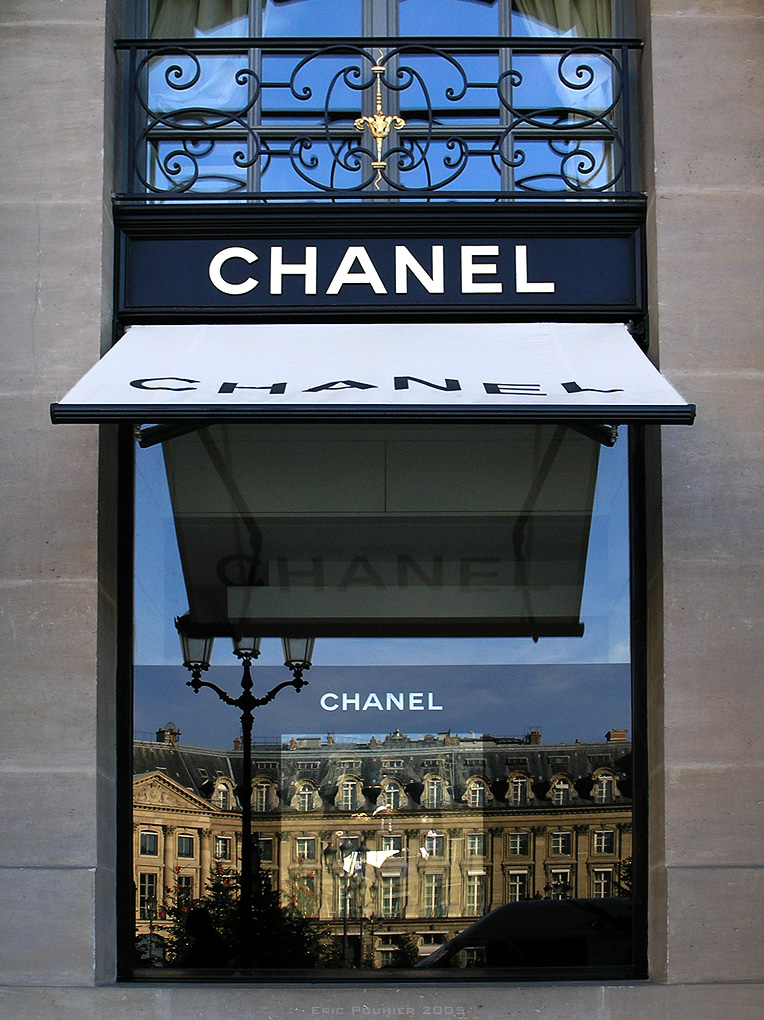
Wizytówka domu mody Chanel przy placu Vendôme w Paryżu

Haute couture [aːt kuˈtyʁ] (z fr. wysokie krawiectwo) – dział luksusowego krawiectwa, zajmujący się tworzeniem ubrań na zamówienie dla konkretnego klienta (w przeciwieństwie do prêt-à-porter, czyli ubrań dostępnych w gotowej formie, a nie szytych na miarę). Charakteryzują się one wysoką jakością materiałów i wykończeń, często są szyte ręcznie. We Francji, gdzie haute couture się narodziło, termin ten od 1945 roku jest chroniony przez przepisy prawa, co oznacza, że domy mody używające tej nazwy są zobowiązane przestrzegać określonych kryteriów (w tym: ręczne szycie, określona liczba pracowników i modelek, przynajmniej dwa warsztaty-pracownie, przynajmniej dwa pokazy różnych kolekcji w roku oraz zużycie określonej powierzchni materiału).

## Historia
Za pierwszą z wielkich osobistości francuskiego haute couture uważana jest Rose Bertin (1747–1813). W 1770 roku otworzyła dom mody pod szyldem Le Grand Mogol. Wprowadzona na dwór przez królową Marię Antoninę zaczęła dyktować modę wśród dworskiej elity, zyskując tytuł Ministra Mody.
Podczas rządów Napoleona III Paryż przekształcił się w „oświecone miasto”, a jego prestiż przyciągał talenty z całej Europy. Młody krawiec pochodzenia angielskiego Charles Frederick Worth (1826–1895), po przybyciu do francuskiej stolicy i praktyce w domu mody Gagelin, otworzył swój własny, usytuowany w pobliżu placu Vendôme. Wprowadził nowe praktyki reklamowe, czyli pierwsze pokazy mody z udziałem modelek, a także pomysł tworzenia kolekcji. Jego legenda i autopromocja skutkują przyznaniem mu tytułu ojca haute couture, chociaż nie był on ani pierwszym (Rose Bertin, Louis Hippolyte Leroy), ani jedynym twórcą paryskiej haute couture.
Kolejne pokolenia twórców francuskiej haute couture to siostry Callot, Jean Patou, Paul Poiret, Vionnet, Lanvin, Chanel, Schiaparelli, Cristóbal Balenciaga oraz Christian Dior. W latach 60. XX wieku własne domy mody stworzyła grupa młodych projektantów. Najbardziej znani z nich to: Yves Saint Laurent, Pierre Cardin, André Courrèges oraz Emanuel Ungaro. Następnie pojawili się także Christian Lacroix, Jean-Paul Gaultier i Thierry Mugler.